# 48 сати
48 сати (енгл. 48 Hrs.) америчка је акциона филмска комедија из 1982. у режији Волтера Хила, са Ником Нолтијем и Едијем Мерфијем у главним улогама. Сценаристи филма су Роџер Спотисвуд, Волтер Хил, Лари Грос и Стивен И. де Суза, директор фотографије је Рик Вејт, а композитор Џејмс Хорнер.

## Радња
Полицајац Џек Кејтс (Ник Нолти) је у лову на психопатског гангстера Алберта Ганза (Џејмс Ремар), који је побегао из затвора, а који је заузврат у потрази за момком, Лутером (Дејвид Патрик Кели) који зна где лежи велика количина новца - плен пљачке. Да би ушао у траг убици, Џек извлачи из затвора на четрдесет осам сати, причљивог црног сувласника овог износа, Реџија Хамонда (Еди Марфи), који не жели да његов саучесник изгуби ове доларе. Дакле, полицајац и криминалац постају партнери на неко време ... 

## Улоге
| Глумац             | Улога               |
| ------------------ | ------------------- |
| Ник Нолти          | инспeктор Џек Кејтс |
| Еди Мерфи          | Реџи Хамонд         |
| Анет О’Тул         | Елејн Мaршaл        |
| Френк Макреј       | кaпeтaн Хејден      |
| Џејмс Ремар        | Алберт Ганз         |
| Дејвид Патрик Кели | Лутер               |
| Сони Ландам        | Били Бер            |
| Кери Шерман        | Розали              |
| Брaјaн Џeјмс       | инспeктор Бeн Кихоу |
| Џонатан Бенкс      | инспектор Алгрен    |
| Питер Џејсон       | каубојски бармен    |